# Der Gesellsschaft Naturforschender Freunde zu Berlin
Der Gesellsschaft Naturforschender Freunde zu Berlin (abreviado Ges. Naturf. Freunde Berlin Neue Schriften) es un libro con descripciones de botánica, escrito por Henry Ernest Muhlenberg que fue editado en cuatro volúmenes en los años (1795-1803), 1795-1805, con el nombre de Der Gesellsschaft Naturforschender Freunde zu Berlin, neue Schriften.